# Styrelsen för teknisk utveckling
Styrelsen för teknisk utveckling (STU) var ett centralt svenskt ämbetsverk som inrättades 1968. Det samordnade ärenden rörande det statliga stödet till och bilaterala samarbeten kring teknisk samt industriell forskning och utveckling. Det övertog uppgifter ifrån sådana statliga organ som Malmfonden, Tekniska forskningrådet, Svenska uppfinnarkontoret, Institutet för nyttiggörande av forskningsresultat, Stiftelsen för exploatering av forskningsresultaten.
Ämbetsverket uppgick 1991 tillsammans med Statens Industriverk (SIND) och Statens energiverk (STEV) i Närings- och teknikutvecklingsverket (NUTEK), som senare splittrades på fyra myndigheter först Energimyndigheten och senare Verket för innovationssystem (VINNOVA), Institutet för tillväxtpolitiska studier (ITPS) och Verket för näringslivsutveckling. Det senare som behållit akronymen NUTEK slogs i april 2009 samman med Glesbygdsverket för att bli Tillväxtverket.

## Generaldirektörer och chefer
- 1968–1971: Martin Fehrm
- 1971–1975: Bertil Agdur
- 1975–1988: Sigvard Tomner
- 1988–1991: Birgit Erngren